# Georg Henrik von Wright

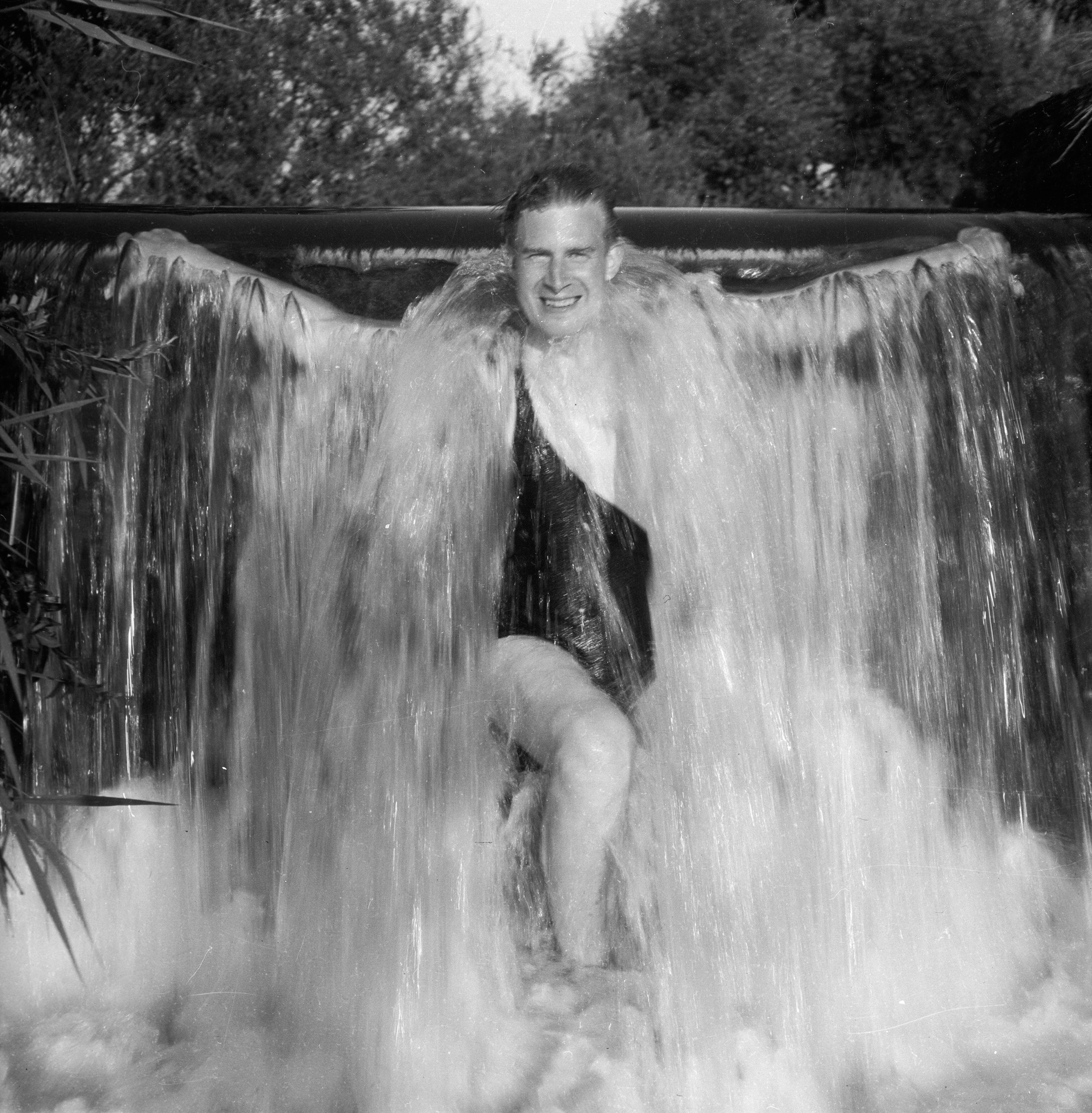
Georg Henrik von Wright im Wasserfall, Ravières, Canal de Bourgogne,
Foto: Göran Schildt, 1948

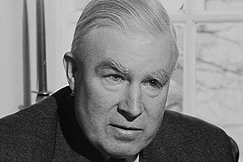
Georg Henrik von Wright

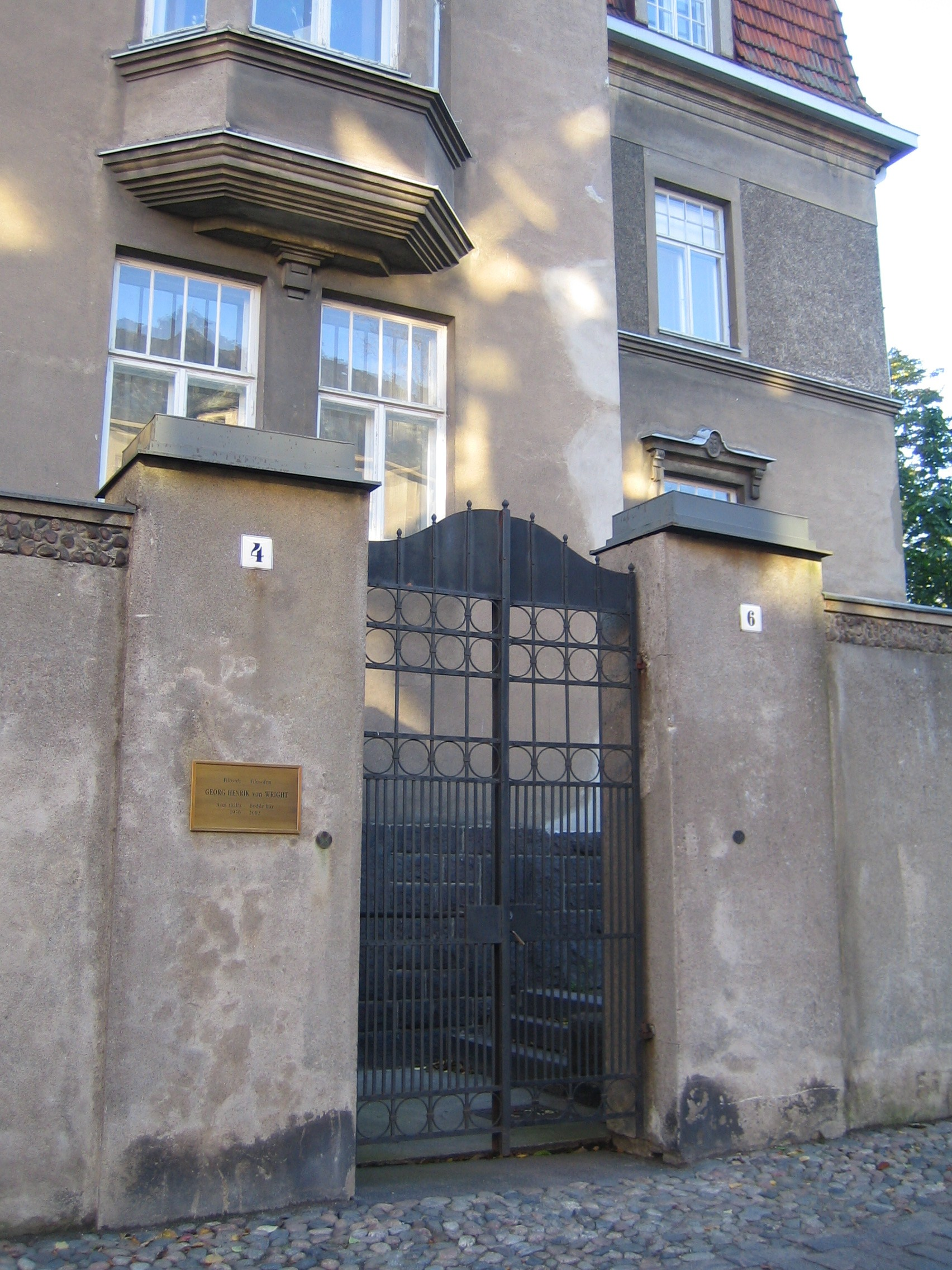
Haus von Georg Henrik von Wright im Stadtteil Eira in Helsinki

Finnische 2-Euro-Gedenkmünze zum 100. Geburtstag

Georg Henrik von Wright [ˈjeːɔrj ˈhɛnːrɪk fɔnˈvrɪkːt] (* 14. Juni 1916 in Helsinki; † 16. Juni 2003 ebenda) war ein finnlandschwedischer Philosoph und Logiker, der einflussreiche Beiträge zur Entwicklung moderner Logikfelder im 20. Jahrhundert erarbeitete.

## Leben
Von Wright war der Sohn von Ragni Elisabeth Alfthan und Tor von Wright. Er studierte an den Universitäten Helsinki und Cambridge Philosophie. Sein akademischer Lehrer in Finnland war Eino Kaila (1890–1958), der als führender Vertreter des Logischen Empirismus in Finnland gilt. Kaila hatte persönlich an den Treffen des Wiener Kreises teilgenommen und die neue metaphysikskeptische Richtung in die finnische Philosophie eingeführt. Von Wrights wissenschaftliche Sozialisation fällt in die Blütezeit des Logischen Empirismus, dessen dogmatische Erstarrungen im Zuge interner Entwicklungen der analytischen Philosophie mit Beginn der 50er Jahre erfolgreich überwunden wurden – nicht zuletzt durch von Wrights eigene Beiträge. Zunächst begann von Wright seine akademische Lehrtätigkeit in Helsinki, wo er als Professor für Philosophie lehrte. Im Anschluss übernahm er den Lehrstuhl seines Freundes Ludwig Wittgenstein in Cambridge. Danach lehrte er an der Cornell University.
Bahnbrechend waren seine Beiträge Deontic Logic (deutsch Deontische Logik) und An Essay in Modal Logic (Modallogik) aus dem Jahre 1951. Mit dem ersten Beitrag wurde von Wright zum (Mit-)Begründer der modernen Normenlogik, die er aus den Grundsätzen der Modallogik zu entwickeln suchte, und leistete mit dem zweiten einen einflussreichen Beitrag zur Weiterentwicklung der Modallogik selbst. In späteren Jahren hatte sich von Wright insbesondere mit Fragen der Handlungstheorie und der sogenannten „Erklären-Verstehen-Kontroverse“ beschäftigt. Außerdem war von Wright der Mitherausgeber der nachgelassenen Schriften Ludwig Wittgensteins und galt als einer der wichtigsten Wittgenstein-Philologen.
In den letzten 20 Jahren seines Lebens beschäftigte sich von Wright stark mit moralphilosophischen Fragen und veröffentlichte u. a. 1993 den pessimistischen Beitrag Myten om framsteget (Englisch: The Myth of Progress, deutsch: Der Mythos des Fortschritts. In: Erkenntnis als Lebensform. 1995, S. 262–295). 2001 veröffentlichte er seine Autobiografie "Mitt liv som jag minns det" ("Mein Leben wie ich es erinnere") auf Schwedisch.

## Ehrungen (Auswahl)
- 1960 Mitglied der Königlich Schwedischen Akademie der Wissenschaften
- 1983 Ehrendoktor des St. Olaf College[3]
- 1968 Finnland-Preis der Schwedischen Akademie
- 1970 Mitglied der American Academy of Arts and Sciences
- 1986 Großer Preis der Schwedischen Akademie
- 1986 Humboldt-Forschungspreis
- 1987 Karl-Emil-Tollander-Preis
- 1993 Selma-Lagerlöf-Preis
- 1998 Tage-Danielsson-Preis
- 1998 Ehrendoktor der Universität Innsbruck[4]

## Werke von Wrights (Auswahl)

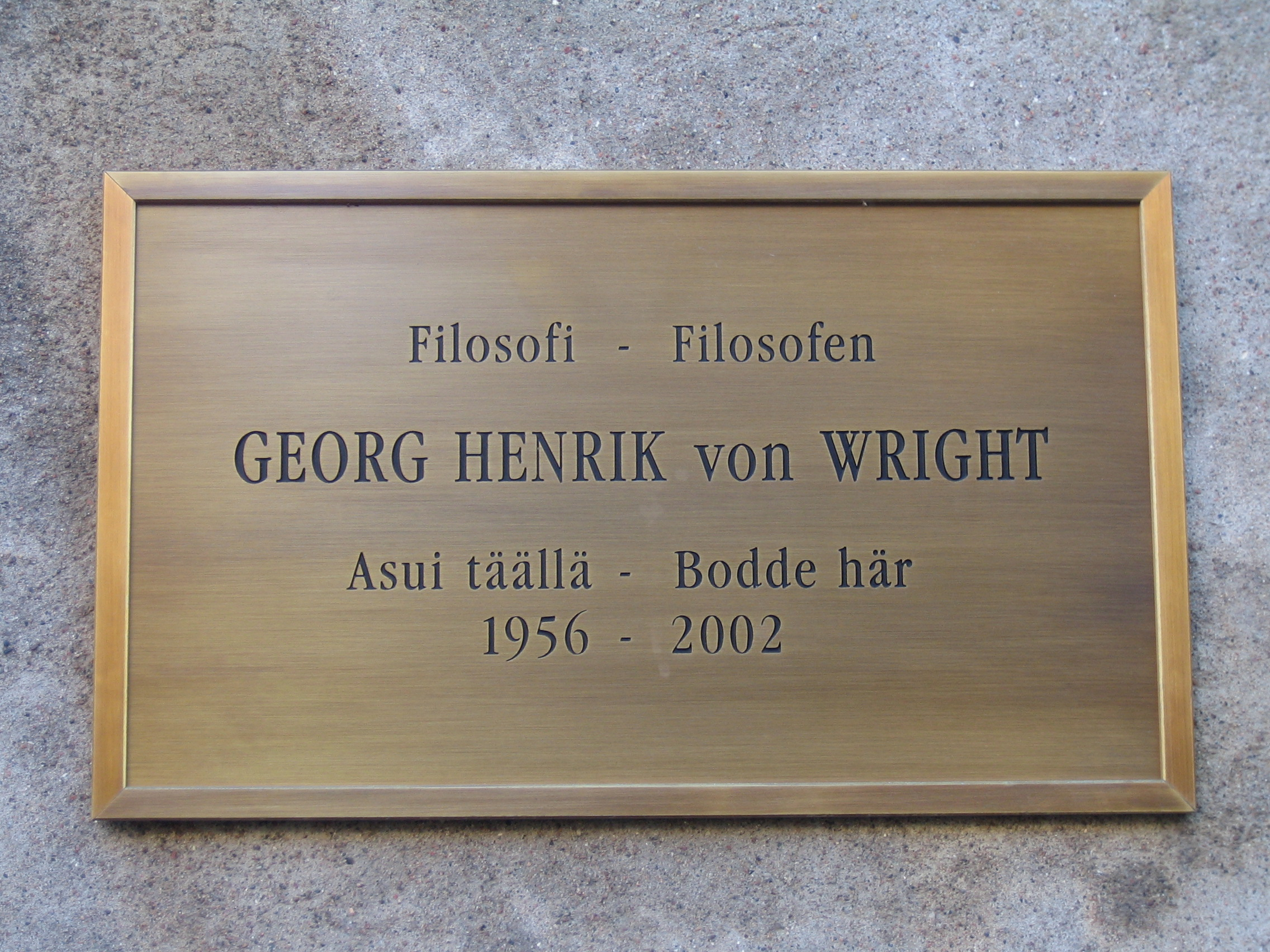
Gedenktafel am Haus von Georg von Wright

- Gedenktafel am Haus von Georg von Wright1951 Deontic Logic. Mind N.S. (60), S. 1–15; dt. in 1977, S. 1–17
- 1963 The Varieties of Goodness. Routledge & Kegan, London & Humanities Press, New York
- 1963 The Logic of Preference. Edinburgh University Press, Edinburgh
- 1963 Norm and Action. A Logical Enquiry. Routledge & Kegan, London
  - 1979 Norm und Handlung. Eine logische Untersuchung. Scriptor, Königstein (Monographien Wissenschaftstheorie und Grundlagenforschung, hrsgg. v. Georg Meggle, Band 10)
- 1971 Explanation and Understanding. Cornell Univ. Press, Ithaca, New York
  - 1974 Erklären und Verstehen. Athenäum, Frankfurt (FAT 1002 – Grundlagenforschung) 3807210024 ern. 2008 EVA/Europ. Verlagsanst., Hamburg, ISBN 978-3-434-46168-5
- 1977 Handlung, Norm und Intention. Untersuchungen zur deontischen Logik. de Gruyter, Berlin (s.)
- 1982 Wittgenstein. Blackwell, Oxford
  - Wittgenstein. Suhrkamp, Frankfurt 1986, ISBN 978-3-518-57815-5 (stw 1990, ISBN 978-3-518-28487-2)
- 1984 Practical Reason. Cornell Univ. Press, Ithaca, New York, ISBN 978-0-8014-1673-6
- 1985 Truth, Knowledge and Modality. Blackwell, Oxford, ISBN 978-0-631-13367-4
- 1990 A Portrait of Wittgenstein as a Young Man. From the Diary of David Hume Pinsent 1912-1914. Blackwell, Oxford, ISBN 978-0-631-17511-7
- 1993 The Tree of Knowledge and Other Essays. Brill Acad. Publ., ISBN 978-90-04-09764-3
- 1994 Normen, Werte und Handlungen. Suhrkamp, Frankfurt, ISBN 978-3-518-58178-0 (Sonderausg. 1997)
- 1995 Erkenntnis als Lebensform: zeitgenössische Wanderungen eines philosophischen Logikers. Böhlau, Wien u. a., ISBN 3-205-98144-8 (Aufsatzsammlung)

- 1998 Actions, Norms, Values. Discussions With Georg Henrik Von Wright. Edited by Georg Meggle. de Gruyter, Berlin, ISBN 978-3-11-015484-9